# Odra (miesięcznik)
Odra – istniejący od 1961 roku miesięcznik o charakterze społeczno-kulturalnym, związany z Dolnym Śląskiem. Pismo wydawane do końca marca 2010 przez Bibliotekę Narodową, a od kwietnia 2010 przez Instytut Książki oraz Ośrodek Kultury i Sztuki we Wrocławiu.

## Autorzy
Na łamach „Odry” publikowali między innymi Hanna Krall, Jerzy Grotowski, Czesław Miłosz, Zbigniew Herbert, Miron Białoszewski, Stanisław Lem, Ryszard Kapuściński, Tadeusz Różewicz, Wisława Szymborska, Urszula Kozioł, Jarosław Marek Rymkiewicz, Julian Kornhauser, Tymoteusz Karpowicz, Jan Miodek, Edward Balcerzan, Kazimierz Moczarski, Marianna Bocian, Wojciech Dzieduszycki, Andrzej Drawicz, Stanisław Chaciński, Wacław Grabkowski, Aleksandra Ziółkowska-Boehm, Jacek Juliusz Jadacki.
W „Odrze” ukazały się m.in. manifesty Grotowskiego: W stronę teatru ubogiego, Nie był cały sobą, Święto. „Odra” opublikowała też w styczniu 2000 pierwsze, po przyznaniu jej nagrody Nobla, wiersze Wisławy Szymborskiej. Poetka, milcząca od trzech lat, na miejsce powrotu wybrała wrocławskie pismo, z którym współpracowała od lat 80., publikując m.in. Lektury nadobowiązkowe. W styczniowym numerze pisma z 2012 zamieszczony został ostatni wiersz poetki pt. Wzajemność.
Na łamach „Odry” ukazały się również teksty filozoficzne między innymi takich autorów jak Slavoj Žižek, Richard Shusterman, Richard Rorty, Roger Scruton, Chantal Mouffe.

## Nagroda „Odry”[6]
Od 1961 przyznawana jest Nagroda Odry. Laureatami nagrody są: Jan Reiter (1961), Karol Jonca i Alfred Konieczny (1962), Zygmunt Dulczewski i Andrzej Kwilecki (1963), Zbigniew Zielonka (1964), Henryk Worcell (1965), Wilhelm Szewczyk (1966), Zdzisław Hierowski (1967), Tadeusz Mikołajek (1968), Marian Jachimowicz (1969), Tadeusz Różewicz (1970), Edward Balcerzan (1971), Jan Strzelecki (1972), Kornel Filipowicz (1973), Eugeniusz Geppert i Mieczysław Klimowicz (1975), Mieczysław Jastrun (1976), Władysław Terlecki (1977), Jan Szczepański (1978), Stanisław Lem (1979),
Doświadczenie i Przyszłość i Jan Józef Szczepański (1980), Wisława Szymborska (1986), Andrzej Friszke (1994), Andrzej Sosnowski (1997) Tymoteusz Karpowicz (1999), Czesław Miłosz (2000), Karl Dedecius (2001), Jan Miodek (2003), Olga Tokarczuk (2007), Janina Katz (2008), Jerzy Pomianowski (2010), Zygmunt Bauman (2012), Jerzy Pilch (2013), Józef Hen (2014), Małgorzata Szejnert (2015), Marcin Sendecki (2016), Klementyna Suchanow (2017), Kazimierz Orłoś (2018), Tomasz Łubieński (2019), Zyta Rudzka (2020), Ewa Lipska, Ryszard Kapuściński, Magdalena Grochowska, Wiesław Myśliwski, Gregor Thum.
„Odra” prezentuje również, omawia i interpretuje w działach krytycznych, najnowszą literacką twórczość krajową i zagraniczną, promuje utwory młodych pisarzy i artystów (od pewnego czasu w dodatku „8 Arkusz Odry”). Pismo posiada dział informacji kulturalnej, dostarczający wiedzy o wydarzeniach artystycznych, m.in. festiwalach i konkursach literackich w różnych ośrodkach kraju i za granicą.
W 2011 miesięcznik obchodził 50-lecie istnienia.

## Redaktorzy naczelni „Odry”
- Tadeusz Lutogniewski[16] (1961–1967)
- Klemens Krzyżagórski (1967–1972)
- Zbigniew Kubikowski (1972–1976)
- Waldemar Kotowicz (1976–1981)
- Ignacy Rutkiewicz (1982–1992)
- Mieczysław Orski (od 1992)[4].